# Augustin Cottes

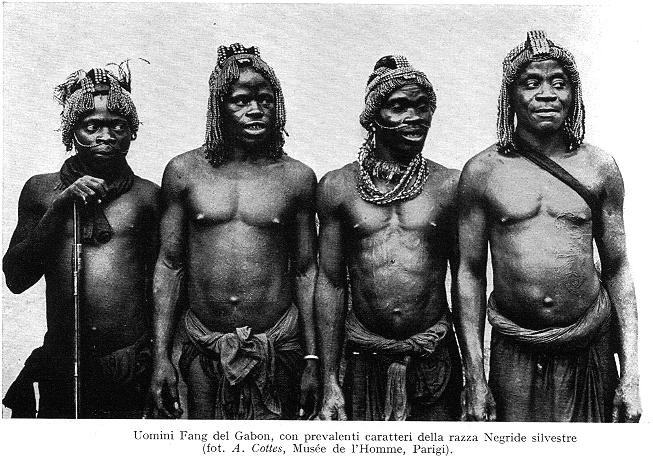
Hombres fang del Gabón, fotografía de Augustin Cottes

Augustin Marie Antony Cottes (Agen, 10 de diciembre de 1871 - Bamako, 29 de julio de 1913) fue un militar, fotógrafo y explorador francés.

## Biografía
En 1893, fue enviado a Indochina y sirvió como segundo teniente de infantería de marina en Tonkín. Realizó estudios topográficos en el valle del río Lo para preparar un mapa detallado de la región.
En 1896, fue enviado a Sudán, participó en operaciones en el curso medio del Níger y en 1901 regresó a Indochina, donde reanudó sus actividades geográficas. Entre enero y agosto de 1903, emprendió una exploración desde Hanoi a Saigón, a través de la cadena montañosa de la región de Annam, y registró cerca de tres mil kilómetros de rutas. 
Regresó al África en 1905, participando en los trabajos de demarcación de la frontera entre el Congo francés y el Camerún alemán. Desde la ciudad congoleña de Ouesso, cruzó los valles de Ngoko e Ivindo, y llegó al Atlántico. Estableció numerosos puntos astronómicos, anotó el curso de los ríos, reunió observaciones geológicas, hidrográficas, botánicas, zoológicas, antropológicas, etcétera.
En 1907 regresó a Francia, recibió la medalla de oro de la Sociedad de Geografía de París en1911 y murió de fiebres en Bamako en 1913.

## Obras
Realizó numerosas fotografías durante sus viajes por Asia y África, así como escribió varios artículos y libros con descripciones geográficas de las zonas recorridas:
- «Voyage de Hanoï à Saïgon par Luang Prabang et la chaîne annamitique», Annales de Géographie. (1905)
- «La Guinée espagnole», Annales de Géographie. (1909)
- «Les confins du sud-Cameroun et du Congo français», Bulletin de la Société de Géographie de Lille. (1908)
- La Mission Cottes au sud-Cameroun. (1911)